# Asínaros
L'Asínaros (en llatí Asinarus o Assinarus, en grec antic Ἀσίναρος o Ἀσσίναρος) era un riu de la costa oriental de Sicília, que desaiguava a la mar de Sicília entre Abolla (prop de Siracusa) i Heloros, a la badia de Ballata di Noto, a uns 6 km al nord de la desembocadura del riu Heloros (modern Abisso).
En aquest riu es va produir la desfeta final de l'expedició atenenca a Sicília de l'any 411 aC, quan Nícies, amb les restes de l'exèrcit atenenc, es va rendir als siracusans i els seus aliats. Un monument, suposadament erigit pels siracusans per commemorar la victòria, es troba prop d'Heloros i una mica llunyà del riu Asínaros, que potser no tenia aquesta finalitat; els siracusans van instituir tanmateix un festival anomenat Asinària, segons Plutarc.
Correspon al modern riu Falconara, conegut també com a Fiume di Noto (el seu naixement és proper a la ciutat de Noto Vecchio, l'antiga Netum, i després passa per la moderna Noto).